# Haplopus bicuspidatus
Haplopus bicuspidatus är en insektsart som först beskrevs av Haan 1842.  Haplopus bicuspidatus ingår i släktet Haplopus och familjen Phasmatidae. Inga underarter finns listade i Catalogue of Life.